# Pașcani
Pașcani (rumænsk udtale: [paʃˈkanʲ]) er en by i distriktet Iași i historiske region Vestmoldavien i Rumænien, ved Siret-floden. Fem landsbyer er administreret af byen: Blăgești, Boșteni, Gâstești, Lunca og Sodomeni. Byen har 30.766 (2021) indbyggere.
Byen har fået sit navn fra bojaren Oană Pașca gods. Det er byen, hvor Mihail Sadoveanu (en)s roman Stedet, hvor intet skete foregår. Et vigtigt lokalt sted er Kirken af de hellige ærkeengle.
Pașcani, der ligger omkring 76 km vest for distriktshovedstaden Iași, er et centralt jernbaneknudepunkt i Căile Ferate Românes jernbanenet; dens togstation betjener CFR-hovedlinjerne 500 og 600.

## Historie
I 1453 blev den nuværende by første gang nævnt i et dokument i 1453.
På grund af sin gode beliggenhed ved det vigtigste vadested over Siret blev Pașcani en af de vigtigste byer i området i midten af det 19. århundrede. Jernbanelinjen Suceava-Roman, der blev bygget i 1869, fremmede byens udvikling. I 1896 blev der oprettet en arbejderforening kaldet "CFR Union Club". Jernbanearbejderne støttede Bondeoprøret i Rumænien 1907 (en) og deltog i jernbanearbejdernes generalstrejke i 1933. Pașcani blev næsten fuldstændig ødelagt under Anden Verdenskrig, men blev genopbygget til et industrielt centrum og omdannet til en moderne by.